# Yllan Okou
Yllan Okou (Poitiers, 23 december 2002) is een Frans voetballer met Ivoriaanse roots die onder contract ligt bij AS Monaco.

## Clubcarrière
Okou ruilde in 2017 de jeugdopleiding van Stade Poitevin FC voor die van AS Monaco. Van 2015 tot 2017 maakte hij ook al deel uit van de pôle espoirs van LB Châteauroux. In het seizoen 2020/21 maakte hij zijn opwachting bij het beloftenelftal van AS Monaco in de Championnat National 2. Op 2 januari 2021 maakte hij zijn officiële debuut in het eerste elftal van de club: in de Coupe de France-wedstrijd tegen US Quevilly-Rouen Métropole kreeg hij een basisplaats van interim-trainer Stéphane Nado, die voordien actief was als beloftentrainer en dus reeds met Okou had samengewerkt.

## Clubstatistieken
| Seizoen         | Club            | Land            | Competitie      | Competitie | Competitie | Beker | Beker | Supercup | Supercup | Europees | Europees | Totaal | Totaal |
| Seizoen         | Club            | Land            | Competitie      | Wed.       | Dlp.       | Wed.  | Dlp.  | Wed.     | Dlp.     | Wed.     | Dlp.     | Wed.   | Dlp.   |
| --------------- | --------------- | --------------- | --------------- | ---------- | ---------- | ----- | ----- | -------- | -------- | -------- | -------- | ------ | ------ |
| 2021/22         | AS Monaco       | Vlag van Monaco | Ligue 1         | 0          | 0          | 1     | 0     | —        | —        | 0        | 0        | 1      | 0      |
| Carrière totaal | Carrière totaal | Carrière totaal | Carrière totaal | 0          | 0          | 1     | 0     | 0        | 0        | 0        | 0        | 1      | 0      |

Bijgewerkt op 3 januari 2022.

## Privé
- Okou is de zoon van voormalig rugbyspeler Alfred Okou, die met Ivoorkust deelnam aan het WK 1995 in Zuid-Afrika.[2]